# Areosinkrona orbita
Areosinkrone orbite (ASO) su sinkrone orbite za umjetne satelite oko Marsa. One su Marsov ekvivalent geosinkronih putanja (GSO) oko Zemlje. Prefiks areo- proizlazi iz Ares, drevni grčki bog rata i pandan rimskom bogu Marsu, s kojim je identificiran planet. Moderna grčka riječ za Mars je Άρης (Aris).
Kao i kod svih sinkronih orbita, i areosinkrona ima orbitalno razdoblje duljine jednako duljini primarnog sideričkog dana. Satelit u areosinkronoj orbiti ne mora nužno održavati fiksni položaj na nebu kako ga vidi promatrač na površini Marsa; međutim, takav će se satelit vraćati u isti prividni položaj svakog marsovskog dana.
Nadmorska visina potrebna za održavanje areosinkrone orbite iznosi približno 17.000 kilometara. Kad bi se satelit u areosinkronoj orbiti koristio kao komunikacijska relejna veza, "imao bi komunikacijski domet od 17.000 to 20.000 kilometara" do različitih točaka na vidljivoj marsovskoj površini.
Areosinkrona orbita koja je ekvatorska (u istoj ravnini kao ekvatora Marsa), kružna, a progradna (tijelo se rotira oko Marsove osi u istom smjeru kao i površina planeta) je poznat kao areostacionarna orbita (AEO). Promatraču na površini Marsa čini se da je položaj satelita u AEO-u fiksiran u stalnom položaju na nebu. AEO je analogan geostacionarnoj orbiti (GEO) oko Zemlje.
Iako trenutno nijedan satelit ne zauzima areosinkrone ili areostacionarne orbite, neki znanstvenici predviđaju buduću telekomunikacijsku mrežu za istraživanje Marsa.